# Лагты дзуар
Лагты дзуар (осет. «святой мужчин») — иносказательное название Уастырджи — самого почитаемого дзуара осетинской мифологии. Уастырджи является покровителем мужчин, воинов и путников. Осетинским женщинам запрещено произносить подлинное имя Уастырджи и участвовать в праздниках, устраиваемых в его честь, поэтому они называют его эвфемистическим выражением «покровитель мужчин».

## Источник
- Лагты Дзуар // Мифологический словарь/ Гл. ред. Е. М. Мелетинский. — М.:Советская энциклопедия, 1990. — 672 с.
- Дзадзиев А. Б., Этнография и мифология осетин, Владикавказ, 1994, стр. 88, ISBN 5-7534-0537-1